# Kolosso (fumetto)
Kolosso è un personaggio del fumetto italiano, protagonista dell'omonima serie pubblicata in Italia tra il 1964 e il 1966, frutto del progetto editoriale e della collaborazione di un gruppo di fumettisti noto come "Gli Amici".

## Storia editoriale
Il personaggio, le cui avventure si ispirano a quelle del più famoso Dick Fulmine, nacque dalla collaborazione di un gruppo di fumettisti che si consorziò sotto il nome de "Gli Amici", su iniziativa di Carlo Porciani e Mario Faustinelli per sviluppare, disegnare e pubblicare le storie del nuovo eroe. Gli autori approfittarono anche dell'occasione per prendersi reciprocamente in giro ritraendosi nei panni di alcuni personaggi della serie. Tra i molti professionisti impegnati nel progetto oltre ai già citati Carlo Porciani e Mario Faustinelli si ricordano Antonio Canale, Franco Paludetti e poco prima della sua morte Carlo Cossio, Gino Marchesi, Virgilio Muzzi e Sergio Tuis.
La serie nonostante non godesse di molto successo uscì settimanalmente in edicola dal 1964 al 1966 per 104 numeri; alcune storie sono state ripubblicate negli anni settanta e nei primi anni del duemila.

## Trama
Kolosso è un gigante muscoloso e dalla forza prodigiosa che viene coinvolto in avventure a sfondo comico vissute nelle più svariate epoche storiche e luoghi del mondo viaggiando con una macchina del tempo. Le ambientazioni lo vedono protagonista nel medioevo, nel Far West, nell'antica Roma e nell'antica Grecia, in mezzo ai Vichinghi, in Africa e tra i set di Hollywood per combattere le macchinazioni del suo acerrimo nemico noto come l'Inafferrabile. Nelle sue peregrinazioni viene spesso aiutato dal nipote Ferruccio.

## Impatto culturale
Il personaggio ha tratti e caratteristiche che si ritroveranno nei film interpretati negli anni settanta dall'attore Bud Spencer.